# Skokloster
Skokloster (szw. Skoklosters slott) – barokowy zamek w gminie Håbo (pod Sztokholmem), w regionie Uppsala, w Szwecji. Obiekt jest zlokalizowany nad jeziorem Melar.

## Historia
Zamek Skokloster został zaprojektowany przez architektów: Caspera Voglla, Nicodemusa Tessina Starszego oraz Jeana de la Valléego. Wzniesiono go  w latach 1654–1676. Fundatorem był feldmarszałek Karol Gustaw Wrangel. Legenda głosi, że kazał on zbudować Skokloster na wzór Zamku Ujazdowskiego w Warszawie. Aż do śmierci Wrangla w 1676 budowla nie została ostatecznie ukończona. Dopiero kiedy jego najstarsza córka Margareta Juliana Wrangel wyszła za mąż za hrabiego Nilsa Brahe, to dzięki jej inicjatywie w 1701 rozbudowane Skokloster nabrało świetności. Do dziś zamek uważany jest za jeden z piękniejszych budynków barokowych na terenie Europy. 
W 1930 nowymi właścicielami zamku została rodzina von Essen, która w 1967 sprzedała go szwedzkiemu rządowi z przeznaczeniem na cele muzealne.

## Muzeum
Od 1967 w zamku Skokloster znajduje się muzeum, w którym przechowywanych jest wiele dzieł sztuki. Część z eksponowanych w nim zbiorów pochodzi z grabieży podczas XVII-wiecznych kampanii wojennych wojsk szwedzkich na terenie Europy. Również znaczna część eksponatów pochodzi bezpośrednio z terenów dawnej Rzeczypospolitej z czasu potopu szwedzkiego. Inne polskie zabytki na terenie Szwecji znajdują się m.in. w Muzeum Armii w Sztokholmie, Zbrojowni Królewskiej w Sztokholmie, oraz w zbiorach zamku Gripsholm. 
W zbiorach muzealnych Skokloster znajdują się też dwa obrazy autorstwa Giuseppe Arcimboldo: Cesarz Rudolf II Habsburg jako Wertumnus i Bibliotekarz.

## Galeria

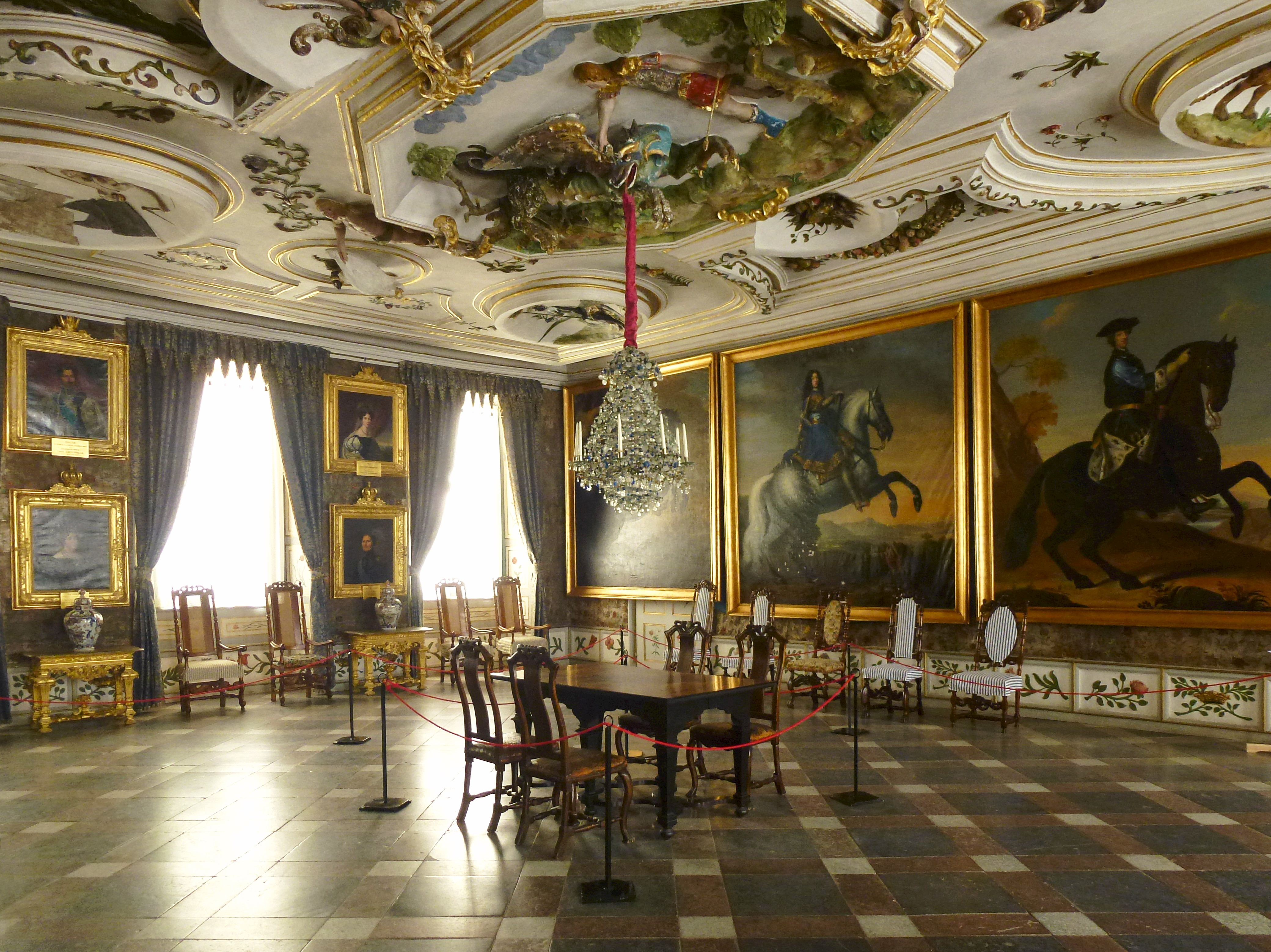
Sala królewska
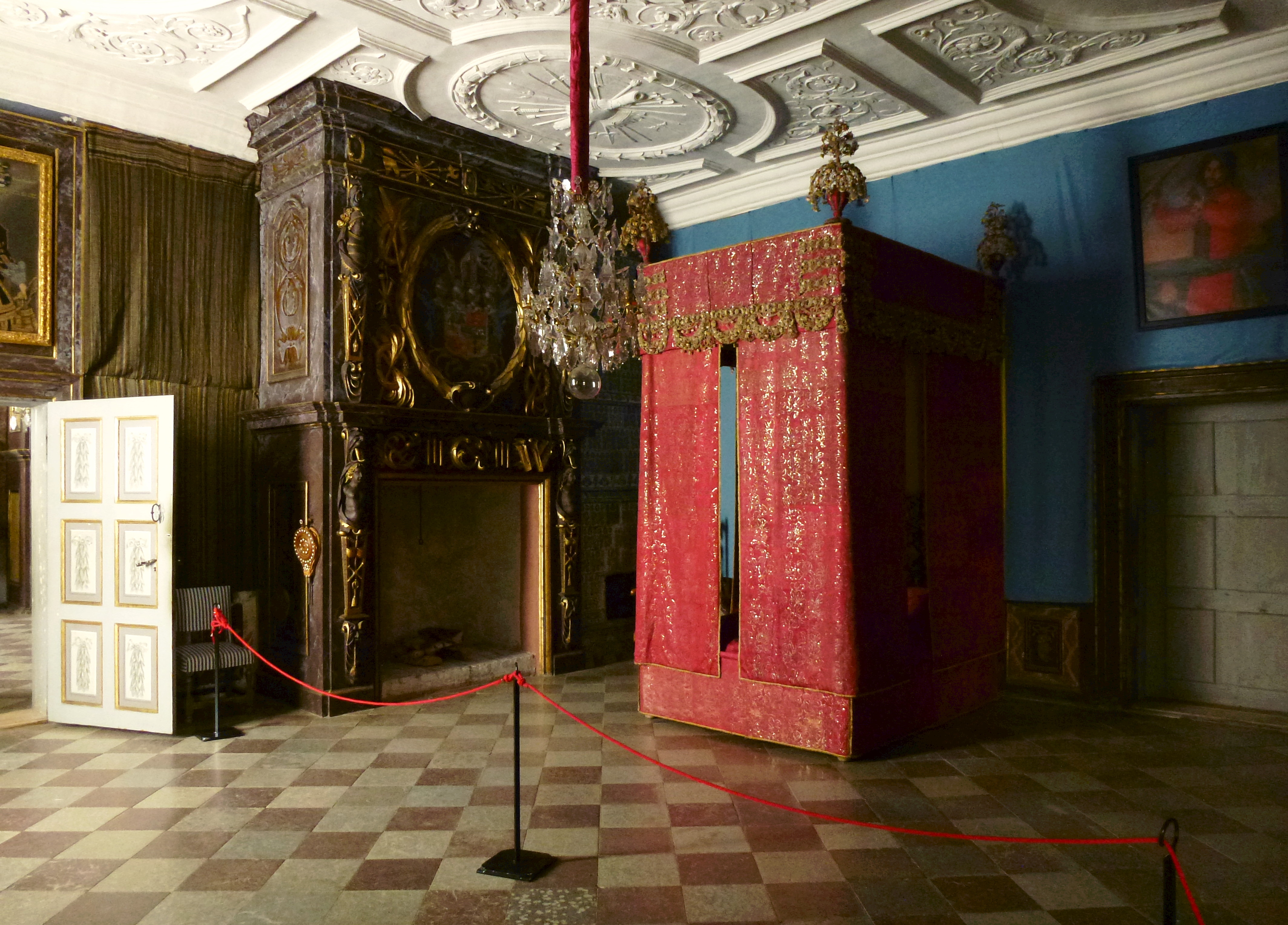
Sypialnia
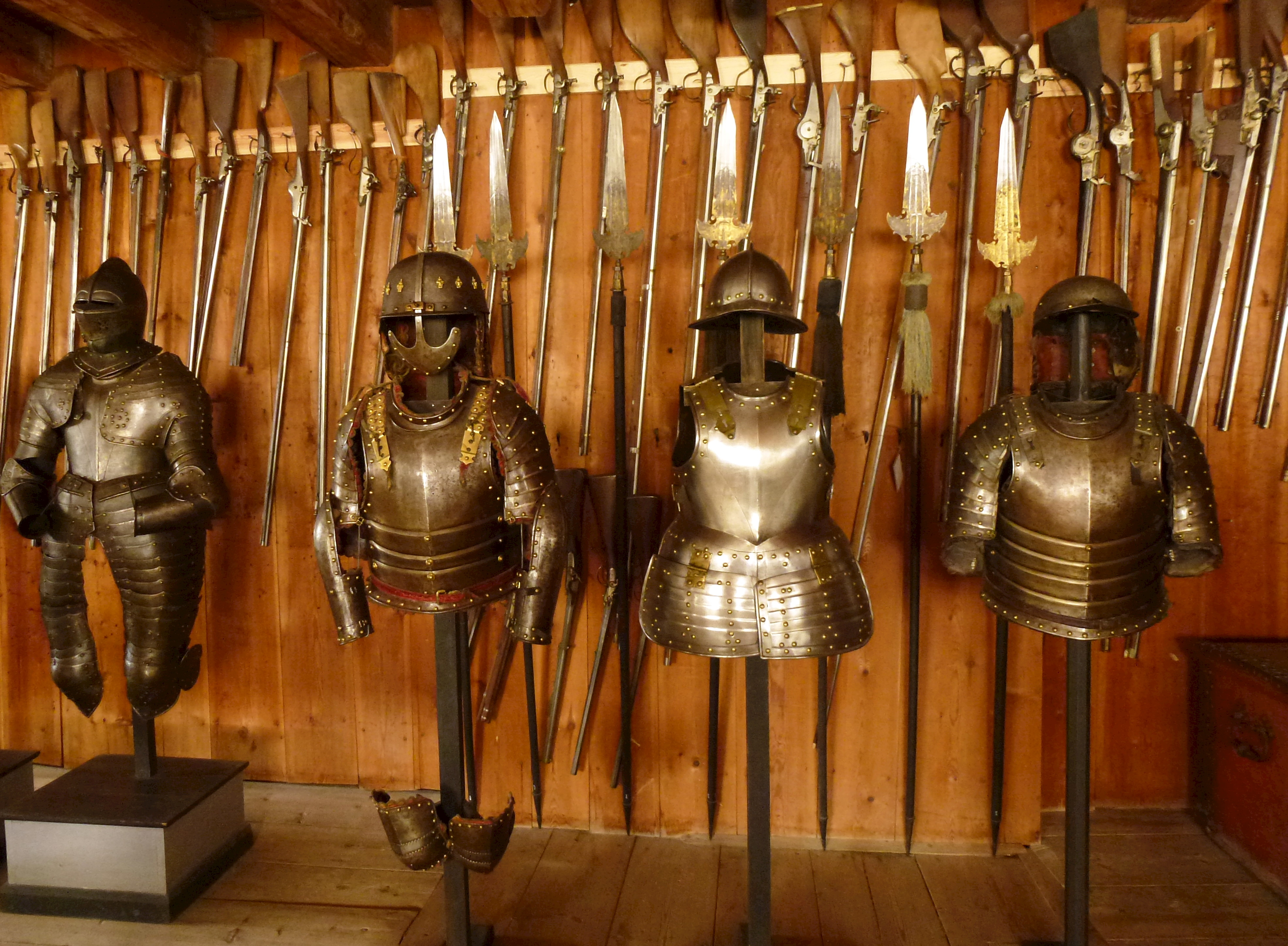
Zbrojownia
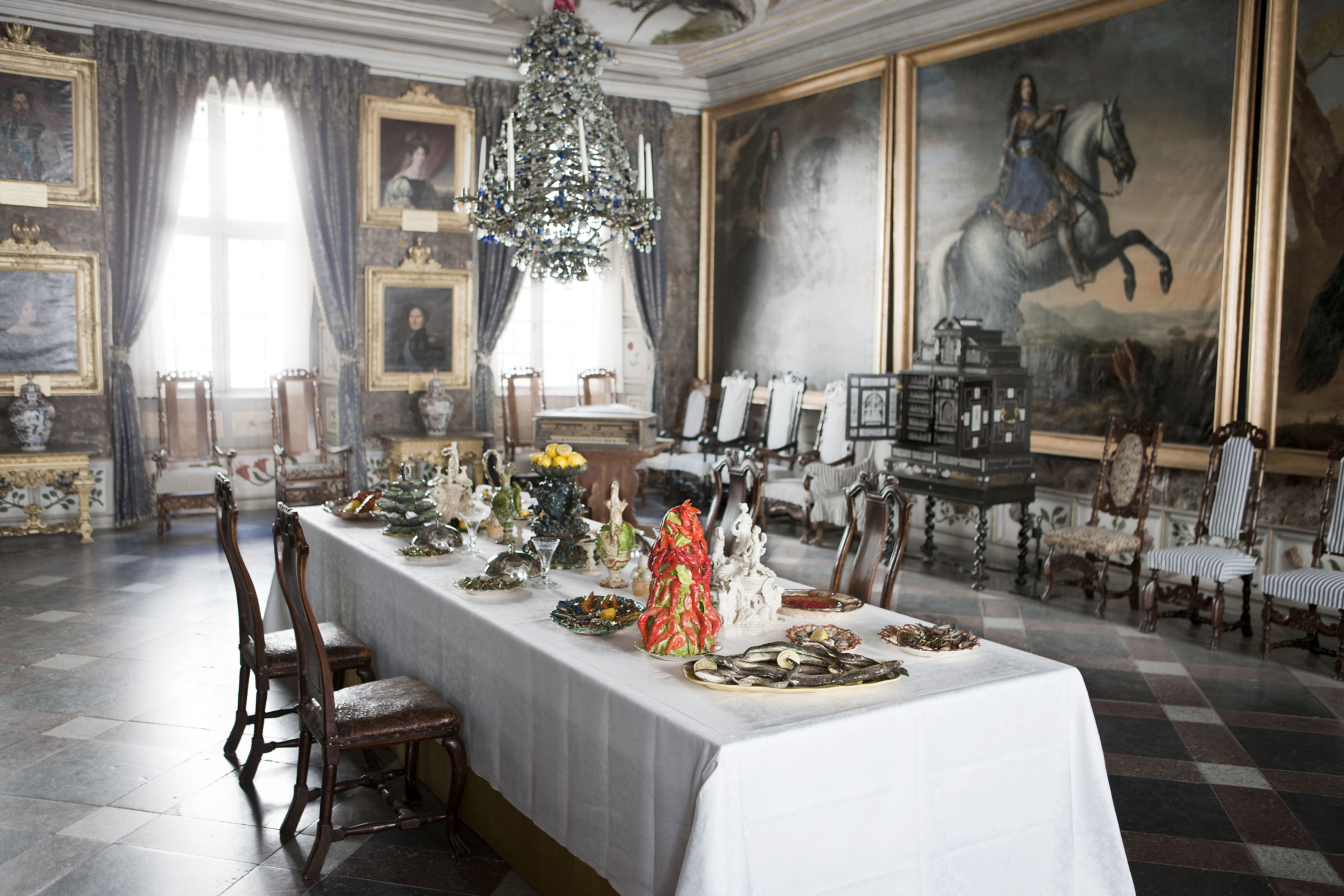
Jadalnia
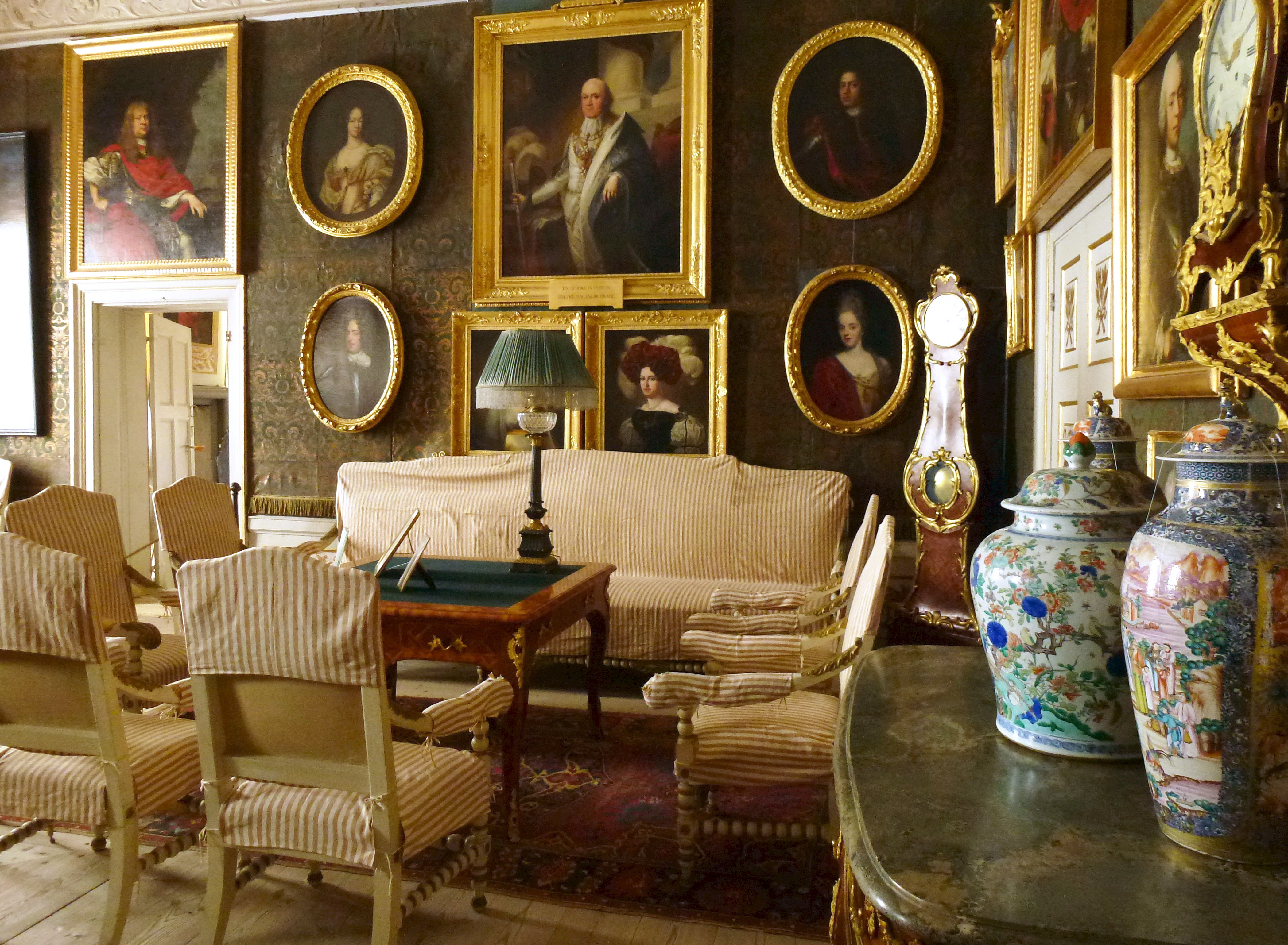
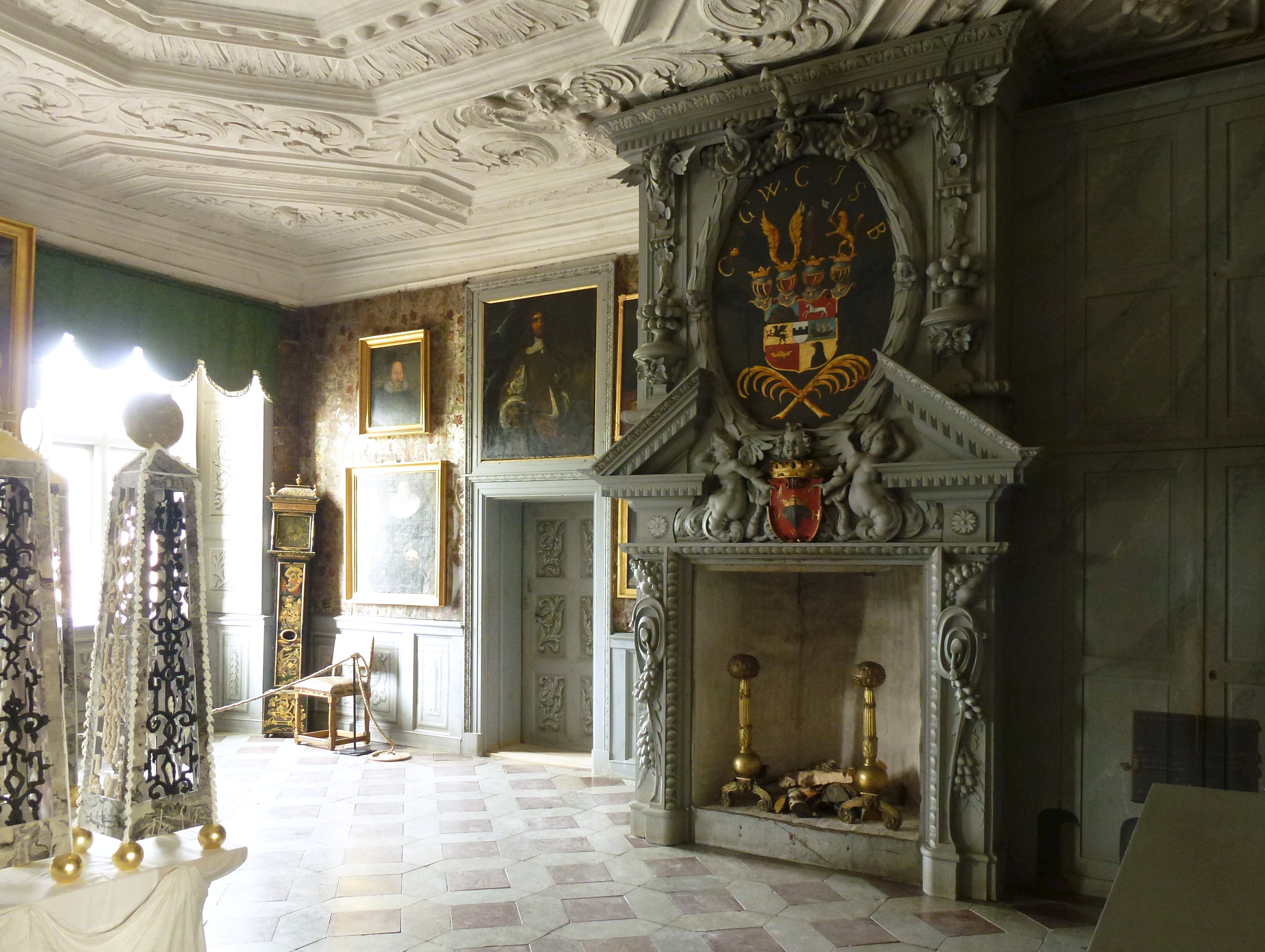
Sala bankietowa
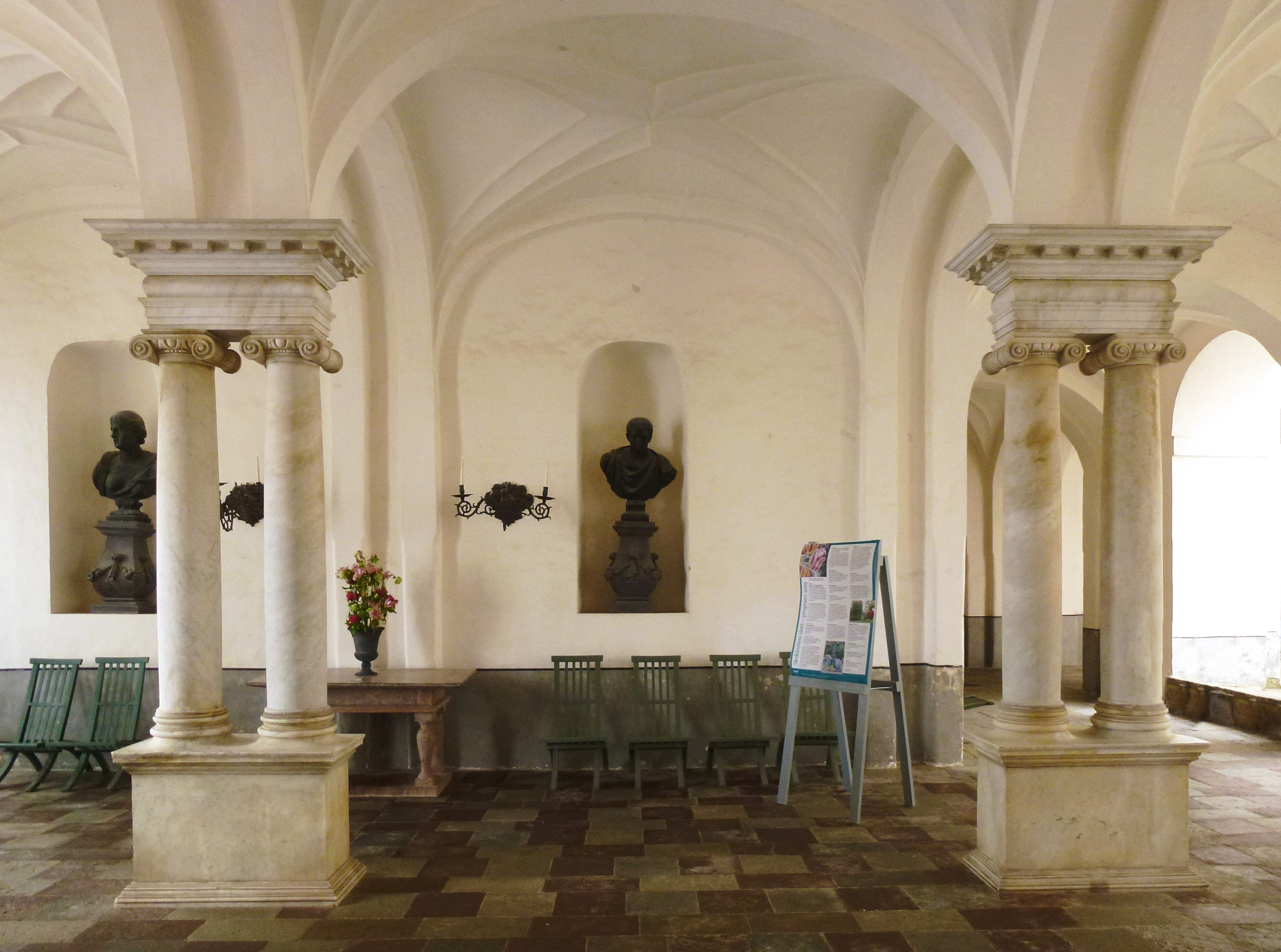
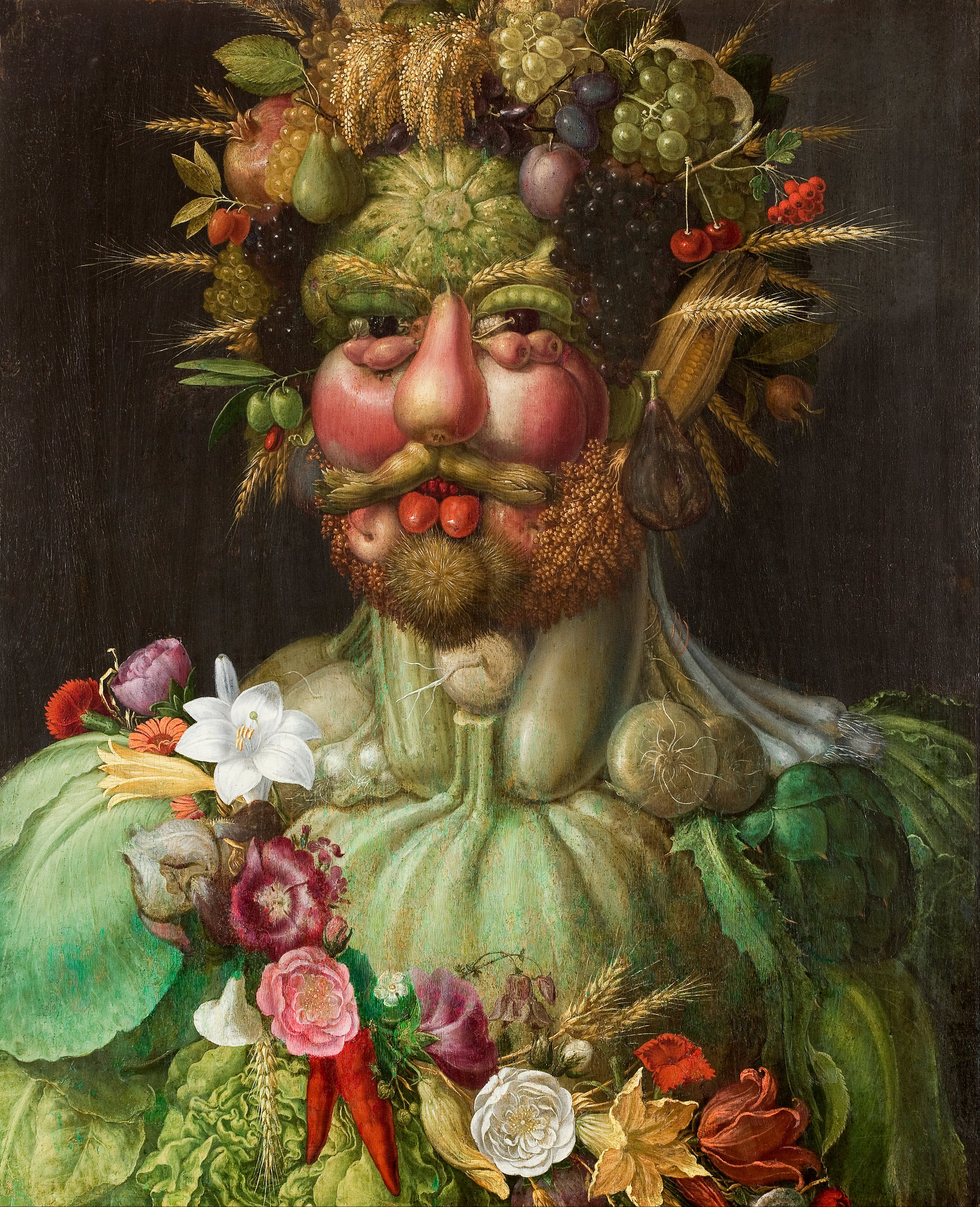
obraz Cesarz Rudolf II Habsburg jako Wertumnus
obraz Bibliotekarz